# 段曰活
段曰活（越南语：／，1942年12月24日—2025年5月14日）是一位越南記者、教育家和民主活動家，並多次因批評越南共產黨領導而被監禁。他曾獲得多個國際獎項，其中包括CPJ国际新闻自由奖（1993年）、罗伯特·弗朗西斯·肯尼迪人权奖（1995年）、自由新聞金筆獎（1998年）、以及世界新聞自由英雄（2000年）。